# Поліська регата
Міжнародний фестиваль з екстремального водного туризму, який проводиться у день  професійного свята працівників природоохоронної справи у національному природному парку «Прип’ять-Стохід» (Волинська область).
Маршрут "Поліської регати" проходить річками Стохід та Прип'ять. Традиційно спортсмени ночують на місці, де сходяться ці дві водні артерії – у селі Сваловичі, і фінішують на перлині Любешівщини – озері Люб'язь. 
У 2013 році (6 - 7 липня) прекрасні водні плеса річок вчетверте зустрічали випробувачів власних сил, любителів незабутніх пригод, якими стали учасники запливу на байдарках. Змагання відбувалися у два етапи. У перший день учасники подолали незліченні русла річки Стохід, довжиною 28 км. Другого дня річка Прип’ять привела байдарочників у дзеркальний простір мальовничого озера Люб’язь (18км), де і відбувся фініш та визначення переможців.
Позмагатися з місцевими байдарочниками приїхали любителі екстриму з Маневиччини, Луцька, Червонограда, Києва, Рівненщини та Закарпаття.
Перемогу у змаганні здобула команда "Каліпсо" з Любешова, друге місце – дует байдарочників із Шацького національного парку, третіми подолали дистанцію "Дебютанти" з Любешова.
Окрім головних змагань фестивалю  біля озера Люб'язь проходило, ще багато інших цікавих заходів, де гості свята із захопленням брали участь у змаганнях на байдарках на короткій дистанції. Також, відбулися змагання на традиційному для даної місцевості дерев’яному весловому човні, турніри з пляжного волейболу та футболу. Удруге пройшов фестиваль творчих колективів району «Співає родина» і концерт аматорського мистецтва. Насичена програма свята закінчилася далеко за північ, адже фіналом вихідного дня була молодіжна дискотека.
У 2019 році (6 – 7 липня) відбулася ювілейна, десята, «Поліська регата».